# Huey Long (zanger)
Huey Long (Sealy, 25 april 1904 – Houston, 10 juni 2009) was een Amerikaanse zanger en muzikant.
Long groeide op in Texas. Van geld verdiend met het poetsen van schoenen voor het Rice Hotel in Houston kocht hij zijn eerste banjo. Hij was in de jaren twintig lid van de Frank Davis Louisiana Jazz Band. Long verhuisde vervolgens naar Chicago, waar hij de banjo verwisselde voor de gitaar. Op de Wereldtentoonstelling van 1933 in Chicago was hij te zien als lid van de Cuban Orchestra met actrice Texas Guinan.
Long speelde samen met artiesten als Charlie Parker, Ella Fitzgerald, Dizzy Gillespie en Sarah Vaughan. Hij was lid van de band van Fletcher Henderson en vestigde zich in 1943 in New York, waar hij korte tijd optrad met een eigen trio. In 1945 werd hij door voorman Bill Kenny van de The Ink Spots gevraagd om bij zijn groep te komen. Long zou uiteindelijk tot 1985 deel blijven uitmaken van The Ink Spots.
Naast zijn werk voor The Ink Spots trad Long op met een eigen groep. In de jaren vijftig studeerde hij muziek aan het Los Angeles City College. Later vestigde hij zich opnieuw in New York, waar hij muziekles gaf en zich toelegde op het componeren. Hij leerde zichzelf piano spelen en verkaste op hogere leeftijd terug naar Houston, waar hij in 2009 op 105-jarige leeftijd overleed. Zijn dochter Anita Long startte in Houston een museum gewijd aan haar vader en The Ink Spots.